# 0.5 mm
Pour plus de détails, voir Fiche technique et Distribution.
0.5 mm (0.5ミリ) est un film japonais, réalisé par Momoko Andō sorti en 2014.

## Synopsis
Sawa (Sakura Andō) est une aide à domicile, travaillant pour une famille de classe moyenne. À la mort de l'homme pour lequel elle procurait des soins, elle se retrouve à la rue, et sans argent. Elle décide alors de vivre aux dépens des personnes âgées qu'elle rencontre en leur faisant du chantage. 

## Fiche technique
- Titre : 0.5mm
- Titre original : 0.5ミリ
- Réalisation : Momoko Andō
- Scénario : Momoko Andō
- Directeur de la photographie : Takahiro Haibara
- Studio : Zero pictures
- Pays d'origine :  Japon
- Langue originale : japonais
- Durée : 198 minutes
- Date de sortie :
  - Japon : 8 novembre 2014[1]

## Distribution
- Sakura Andō :  Sawa Yamagishi
- Akira Emoto
- Toshi Sakata
- Mitsuko Kusabue
- Midori Kiuchi
- Nozomi Tsuchiya (ja)
- Masahiko Tsugawa : le professeur Makabe
- Masahiro Higashide (ja)

## Distinctions

### Récompenses
- 39e Hōchi Film Awards[2]
  - Meilleur film
  - Meilleur second rôle masculin (Masahiko Tsugawa)

- 88e Kinema Junpo Awards
  - Meilleure actrice (Sakura Andō, récompensée aussi pour 100 Yen Love)
  - Prix du nouvel acteur (Masahiro Higashide, récompensé aussi pour Ao Hare Ride, Parasitic Beast et Close EXPLODE)

- 69e prix du film Mainichi[3]
  - Meilleure actrice (Sakura Andō)
  - Prix du scénario (Momoko Andō)

- 57e Blue Ribbon Awards[4]
  - Meilleure actrice (Sakura Andō, récompensée aussi pour 100 Yen Love)

- 10e festival du cinéma d'Osaka 
  - 2014 Best Ten 3rd place (section cinéma japonais)
  - Meilleur second rôle masculin (Toshio Sakata)

- 29e festival du film de Takasaki 
  - Meilleure actrice (Sakura Andō, récompensée aussi pour 100 Yen Love)
  - Grand Prix du réalisateur débutant (Momoko Andō)

- 24e cérémonie des Critiques de cinéma japonais 
  - Meilleur film
  - Meilleure actrice (Sakura Andō, récompensée aussi pour 100 Yen Love)

- 18e Festival international du film de Shanghai
  - Prix des nouveaux talents asiatiques
    - Meilleur film
    - Meilleur réalisateur (Momoko Andō)
    - Meilleur scénario (Momoko Andō)

### Sélections
- 38e cérémonie des Japan Academy Prize[5]
  - Meilleure actrice (Sakura Andō)